# Queen at the Beeb
Queen at the Beeb è un album dal vivo del gruppo musicale britannico Queen, pubblicato nel 1989.
Nel 1995 fu pubblicato negli Stati Uniti d'America con il titolo Queen at the BBC.

## Descrizione
Venne registrato in due sessioni nello studio Langham 1 della radio britannica BBC durante il programma Sound of the 70s. Le prime quattro tracce vennero registrate il 5 febbraio 1973 (sessione 1), le restanti quattro, invece, il 3 dicembre 1973 (sessione 3). La sessione 2, della quale nessuna traccia è stata inclusa in Queen at the Beeb, ha avuto luogo nello stesso studio il 25 luglio.
Le versioni originali dei brani provengono dall'album Queen tranne Ogre Battle, contenuta in Queen II. Sul retro del disco la terza traccia, Doing All Right, è erroneamente intitolata Doin' alright.

## Tracce
1. My Fairy King (BBC Session, February 5th 1973) – 4:06 (Mercury)
2. Keep Yourself Alive (BBC Session, February 5th 1973) – 3:48 (May)
3. Doing All Right (BBC Session, February 5th 1973) – 4:11 (May/Staffell)
4. Liar (BBC Session, February 5th 1973) – 6:30 (Mercury)
5. Ogre Battle (BBC Session, December 3rd 1973) – 3:58 (Mercury)
6. Great King Rat (BBC Session, December 3rd 1973) – 6:00 (Mercury)
7. Modern Times Rock 'n' Roll (BBC Session, December 3rd 1973) – 2:00 (Taylor)
8. Son and Daughter (BBC Session, December 3rd 1973) – 7:08 (May)